# Christina Eleonora Drakenhielm
Christina Eleonora Drakenhielm, född 1649, död 1712, var en svensk adelsdam och under en tid katolsk nunna i Tysk-romerska riket. 
Hennes övergång till katolicismen 1664 var en på sin tid uppmärksammad skandal i Sverige, där konvertering till katolicismen var belagd med dödsstraff. 

## Biografi
Christina Eleonora Drakenhielm föddes 1649 som dotter till Wilhelm Drakenhielm och Elsa von Brandt.
1664 följde hon med Maria Sofia De la Gardie till Aachen. Christina Eleonora Drakenhielm beskrevs som olydig och odygdig och blev där placerad i ett kloster "för att lära goda seder, språk och handarbeten". I klostret övertalades hon av nunnorna att konvertera till katolska kyrkan och avlägga klosterlöften, vilket också skedde.
När De la Gardie ville hämta ut henne igen, vägrade klostret att utlämna henne. De la Gardie fick bistånd av en svensk diplomat i Tysk-romerska riket, men förgäves.
Drakenhielm rymde dock själv från klostret efter några år och återvände till Sverige. I december 1669 förhördes hon i Malmö av biskop Zakarias Klingenstierna, och avsvor sig då katolicismen. Hon ställdes inför rätta, men benådades av Karl XI genom resolution 7 november 1670. Hon gifte sig samma år med bankokommissarien Erik Appelgren.